# عزیز (آلبوم)
العزیز نام یکی از آلبوم‌های کاظم الساهر، خواننده، شاعر و آهنگساز عراقی است. این آلبوم که مشتمل بر ۶ آهنگ می‌باشد در سال ۱۹۹۱ میلادی و توسط شرکت النظائر منتشر شد.

## آهنگ‌ها
- العزیز - ۸:۴۹
- سلمتک بید الله - ۸:۰۴
- ضحکته - ۴:۲۹
- تارک اهلی - ۸:۵۸
- ماتحرک - ۱۰:۵۲
- میسور الحال - ۶:۵۹